# David L. Jones (botaniste)
Pour les articles homonymes, voir David Lloyd-Jones.
David Lloyd Jones (né en 1944) est un botaniste et horticulteur australien , auteur d'un grand nombre de livres et d'articles, en particulier sur les orchidées australiennes,.

## Biographie
David L. Jones est né à Victoria et dans sa jeunesse, était un étudiant au Burnley Horticultural Collège, puis à l'université de Melbourne, il a obtenu le diplôme du Baccalauréat ès sciences en agriculture. Il a travaillé pendant 14 ans  au Victorian Department of Agriculture (ministère de l'Agriculture) où il a aidé à élaborer des programmes impliquant les besoins en éléments nutritifs des plantes indigènes australiennes. Plus tard, il posséda plusieurs pépinières et, en 1972, il fit sa première description d'une orchidée, Pterostylis aestiva qui a été publié en 1978. Son premier livre, sur les Fougères australiennes, écrit avec Stephen Clemesha a été publié. En 1987, il a travaillé d'abord comme agent de recherche à l' Australian National Botanic Gardens à Canberra et un an plus tard, a commencé une étude intensive de la taxonomie des groupes de plantes australiennes, en particulier les orchidées. À partir de 1994, il a travaillé comme chercheur à  Orchid Research Group (Groupe de recherche sur les orchidées) au Centre de recherche sur la biodiversité végétale (Centre for Plant Biodiversity Research) jusqu'à sa retraite en 2007.
Jones anime une coopération avec des groupes de professionnels et des amateurs de botanique qui a conduit à la description de nombreuses espèces nouvelles. Il a beaucoup voyagé et visité de nombreuses régions reculées de l'Australie à la recherche de nouvelles espèces d'orchidées. Il est l'auteur de plus de 350 documents décrivant de nouvelles espèces d' orchidées, 18 de cycas ainsi que d'autres groupes, y compris les fougères du genre Revwattsia , les palmiers et il a publié de nombreux livres sur les plantes Australiennes. Il a été décrit par un de ses collègues botaniste, Mark Alwin Clements (en) comme « sans doute l'un des meilleurs botanistes de notre temps » et par Rob Cross et Roger Spencer,  horticulteur-botanistes dans les Jardins botaniques royaux de Melbourne, comme « probablement le plus prolifique botaniste-horticulteur que l'Australie a produit »,.